# Noah Sadiki
Noah Junior Sadiki (Bruxelles, 17 dicembre 2004) è un calciatore congolese (Repubblica Democratica del Congo) con cittadinanza belga, difensore del Sunderland.

## Carriera

### Club
Cresciuto nel settore giovanile dell'Anderlecht, il 10 febbraio 2022 firma il suo primo contratto professionistico, valido fino al 2023 con opzione di rinnovo per un altro anno. Il 22 maggio ha esordito in prima squadra, in occasione dell'incontro dei play-off di Pro League pareggiato per 1-1 contro il Club Bruges. Il 18 agosto ha esordito anche nelle competizioni europee, disputando l'incontro vinto per 0-1 contro lo Young Boys, valido per i turni preliminari di Conference League.
Il 27 luglio 2023 viene ufficializzato il suo passaggio all'Union Saint-Gilloise. Con i gialloblù vince una Coppa del Belgio (2023-2024), una Supercoppa del Belgio (2024) ed un Campionato belga (2024-2025), in particolare la vittoria del campionato riporta la squadra a vincerne uno dopo 90 anni.
Il 3 luglio 2025 si trasferisce agli inglesi del Sunderland neopromossi in Premier League per una cifra vicina ai 17 milioni di euro.

### Nazionale
Ha rappresentato le nazionali giovanili belghe.
Successivamente decide di rappresentare la RD del Congo, nazionale delle sue origini, con cui esordisce il 6 settembre 2024 nel successo contro la Guinea (1-0).

## Statistiche

### Presenze e reti nei club
Statistiche aggiornate al 25 maggio 2025.
| Stagione                    | Squadra                     | Campionato                  | Campionato | Campionato | Coppe nazionali | Coppe nazionali | Coppe nazionali | Coppe continentali | Coppe continentali | Coppe continentali | Altre coppe | Altre coppe | Altre coppe | Totale | Totale |
| Stagione                    | Squadra                     | Comp                        | Pres       | Reti       | Comp            | Pres            | Reti            | Comp               | Pres               | Reti               | Comp        | Pres        | Reti        | Pres   | Reti   |
| --------------------------- | --------------------------- | --------------------------- | ---------- | ---------- | --------------- | --------------- | --------------- | ------------------ | ------------------ | ------------------ | ----------- | ----------- | ----------- | ------ | ------ |
| 2021-2022                   | Anderlecht                  | D1                          | 0+1        | 0          | CB              | -               | -               | UECL               | -                  | -                  | -           | -           | -           | 1      | 0      |
| 2022-2023                   | Anderlecht                  | D1                          | 12         | 0          | CB              | 1               | 0               | UECL               | 5                  | 0                  | -           | -           | -           | 18     | 0      |
| Totale Anderlecht           | Totale Anderlecht           | Totale Anderlecht           | 12+1       | 0          |                 | 1               | 0               |                    | 5                  | 0                  |             | -           | -           | 19     | 0      |
| 2022-2023                   | RSCA Futures                | D2                          | 5+9        | 0          | -               | -               | -               | -                  | -                  | -                  | -           | -           | -           | 14     | 0      |
| 2023-2024                   | Union Saint-Gilloise        | D1                          | 27+10      | 0          | CB              | 5               | 0               | UEL+UECL           | 8+3                | 0                  | -           | -           | -           | 53     | 0      |
| 2024-2025                   | Union Saint-Gilloise        | D1                          | 29+10      | 1+0        | CB              | 3               | 1               | UCL+UEL            | 2+10               | 0                  | SB          | 1           | 0           | 55     | 2      |
| Totale Union Saint-Gilloise | Totale Union Saint-Gilloise | Totale Union Saint-Gilloise | 56+20      | 1          |                 | 8               | 1               |                    | 23                 | 0                  |             | 1           | 0           | 108    | 2      |
| Totale carriera             | Totale carriera             | Totale carriera             | 103        | 1          |                 | 9               | 1               |                    | 28                 | 0                  |             | 1           | 0           | 141    | 2      |

### Cronologia presenze e reti in nazionale
| Cronologia completa delle presenze e delle reti in nazionale ― RD del Congo | Cronologia completa delle presenze e delle reti in nazionale ― RD del Congo | Cronologia completa delle presenze e delle reti in nazionale ― RD del Congo | Cronologia completa delle presenze e delle reti in nazionale ― RD del Congo | Cronologia completa delle presenze e delle reti in nazionale ― RD del Congo | Cronologia completa delle presenze e delle reti in nazionale ― RD del Congo | Cronologia completa delle presenze e delle reti in nazionale ― RD del Congo | Cronologia completa delle presenze e delle reti in nazionale ― RD del Congo |
| Data                                                                        | Città                                                                       | In casa                                                                     | Risultato                                                                   | Ospiti                                                                      | Competizione                                                                | Reti                                                                        | Note                                                                        |
| --------------------------------------------------------------------------- | --------------------------------------------------------------------------- | --------------------------------------------------------------------------- | --------------------------------------------------------------------------- | --------------------------------------------------------------------------- | --------------------------------------------------------------------------- | --------------------------------------------------------------------------- | --------------------------------------------------------------------------- |
| 6-9-2024                                                                    | Kinshasa                                                                    | RD del Congo                                                                | 1 – 0                                                                       | Guinea                                                                      | Qual. Coppa d'Africa 2025                                                   | -                                                                           | 80’                                                                         |
| 9-9-2024                                                                    | Dar-es-Salaam                                                               | Etiopia                                                                     | 0 – 2                                                                       | RD del Congo                                                                | Qual. Coppa d'Africa 2025                                                   | -                                                                           | 80’                                                                         |
| 10-10-2024                                                                  | Kinshasa                                                                    | RD del Congo                                                                | 1 – 0                                                                       | Tanzania                                                                    | Qual. Coppa d'Africa 2025                                                   | -                                                                           | 74’                                                                         |
| 15-10-2024                                                                  | Dar es Salaam                                                               | Tanzania                                                                    | 0 – 2                                                                       | RD del Congo                                                                | Qual. Coppa d'Africa 2025                                                   | -                                                                           | 82’                                                                         |
| 16-11-2024                                                                  | Abidjan                                                                     | Guinea                                                                      | 1 – 0                                                                       | RD del Congo                                                                | Qual. Coppa d'Africa 2025                                                   | -                                                                           | 76’                                                                         |
| 19-11-2024                                                                  | Kinshasa                                                                    | RD del Congo                                                                | 1 – 2                                                                       | Etiopia                                                                     | Qual. Coppa d'Africa 2025                                                   | -                                                                           | 46’                                                                         |
| 25-3-2025                                                                   | Nouakchott                                                                  | Mauritania                                                                  | 0 – 2                                                                       | RD del Congo                                                                | Qual. Mondiali 2026                                                         | -                                                                           | 89’                                                                         |
| 5-6-2025                                                                    | Orléans                                                                     | RD del Congo                                                                | 1 – 0                                                                       | Mali                                                                        | Amichevole                                                                  | -                                                                           | 70’                                                                         |
| 8-6-2025                                                                    | Orléans                                                                     | RD del Congo                                                                | 3 – 1                                                                       | Madagascar                                                                  | Amichevole                                                                  | -                                                                           | 65’                                                                         |
| Totale                                                                      |                                                                             | Presenze                                                                    | 9                                                                           |                                                                             | Reti                                                                        | 0                                                                           |                                                                             |

## Palmarès

### Club

#### Competizioni nazionali
- Coppa del Belgio: 1

Union Saint-Gilloise: 2023-2024
- Supercoppa del Belgio: 1

Union Saint-Gilloise: 2024
- Campionato belga: 1

Union Saint-Gilloise: 2024-2025